# Ракутли
Ракутли (варианты Ракуретль, Ракуратль) — хутор (село) в Шамильском районе Дагестана. Входит в состав сельского поселения Кахибский сельсовет.

## Географическое положение
Расположено в 4 км к юго-востоку от районного центра села Хебда, на правом берегу реки Кахибтляр.

## Население
| 1939 | 1970 | 2002 | 2010 | 2021 |
| ---- | ---- | ---- | ---- | ---- |
| 6    | ↗100 | ↘0   | →0   | →0   |